# Luigi Moretti
Luigi Moretti (* 7. února 1949 Cittareale) je italský římskokatolický duchovní a emeritní arcibiskup Salerna-Campagne-Acerna.

## Život
Narodil se 7. února 1949 v Cittareale.
Vstoupil do Papežského římského menšího semináře a následně do většího semináře. Po teologickém a filozofickém studiu byl 30. listopadu 1974 kardinálem Ugem Polettim vysvěcen na kněze a inkardinován do diecéze Řím. Stal se asistentem většího semináře. Od roku 1976 vyučoval morální teologii na teologické fakultě svatého Bonaventury a od roku 1978 na institutu Regina mundi. V rámci pastorační služby působil ve farnosti svaté Lucie.
V letech 1983–1991 byl úředníkem administrativního úřadu diecéze, vedoucím technického úřadu a sekretářem Opera Romana. Dne 7. prosince 1993 byl jmenován generálním sekretářem diecéze a 12. prosince mu byl udělen titul Prelát Jeho Svatosti. Dne 3. července 1998 jej papež Jan Pavel II. jmenoval pomocným biskupem diecéze Řím a titulárním biskupem z Mopty. Biskupské svěcení přijal 12. září z rukou kardinála Camilla Ruini a spolusvětiteli byli biskup Cesare Nosiglia a biskup Clemente Riva.
Dne 17. října 2003 byl převeden do funkce viceregenta vikariátu Řím s povýšením na arcibiskupa. Tento úřad vykonával do 10. června 2010, kdy byl papežem Benediktem XVI. ustanoven metropolitním arcibiskupem Salerna-Campagne-Acerna. Dne 4. května 2019 přijal papež František jeho rezignaci ze zdravotních důvodů.